# Аннегрет Раунінк
Аннегрет Раунінк (нім. Annegret Raunigk; *1950) — вчителька з Німеччини, яка стала відомою завдяки своїм вагітностям у похилому віці. 19 травня 2015 вона стала матір'ю чотирьох дітей.
Раунінк працювала вчителькою англійської та російської мов для учнів початкових класів. Улітку/восени 2015 вона пішла на пенсію. Ще до народження дітей жінка вже була матір'ю 13 дітей у віці від 9 до 44 років, які були народжені від 5-ти різних батьків і від анонімного донора сперми. З одним із чоловіків Аннегрет була у шлюбі. Раунінк, яка усе своє життя була матір'ю-одиначкою, жила у Берлін-Шпандау. Після народження дітей Раунігк переїхала у Гекстер, там живуть деякі з її старших дітей.
До народження її четвернят її наймолодшою дитиною була дівчинка, яку Раунінк народила у 2005 році. Для цього Раунінгк відправилася за кордон для штучного запліднення за допомогою донорських яйцеклітин та сперми, оскільки донорство яйцеклітин заборонено у Німеччині законом про захист ембріона. Уже на той час, у 55 років, вона була найстаршою мамою Німеччини, яка потрапила у засоби масової інформації.
Свою вагітність четвернею за допомогою донорства сперми та донорства яйцеклітин Раунінк здійснила у 2014 році в одній українській клініці. Про свої наміри вона не повідомила свого гінеколога у Берліні-Шьоненберзі. Про перебіг вагітності четвернею дуже докладно повідомлялося на каналі RTL у передачі Extra — Das RTL-Magazin, ведучою якої є Біргіт Шрованге. У передачі Раунінк мала можливість дати відсіч критиці стосовно її вагітності, апелюючи тим, що це її право, вирішувати самостійно. Німецький щотижневий журнал Шпігель критикував, що начебто ця передача слугує чистому вуйайеризму, мотиви Раунінк так і залишилися невідомими, а ведучий Брігіт Шрованге радше потрібна була «затишна домашня історія», а не журналістське розслідування. Крім того, німецька газета Bild am Sonntag повідомляла ексклюзивно про вагітність четвернею.
19 травня 2015 року Раунінк народила дітей на 26-му тижні вагітності в клініці Шаріте у Берліні. Народження дітей відбулося завдяки кесаревому розтину. За оцінкою лікарів вагітність не могла б завершитися природним шляхом, оскільки матка жінка могла б не витримати таке навантаження. Крім того, існувала загроза народження дітей з вадами та небезпека прееклампсії.
Напередодні пологів Раунінк прийняли у стаціонар, після цього почалися пологи. У четвернят вага складала між 655 грам та 980 грам; діти знаходилися у реанімації для недоношених дітей у інкубаторах під тривалим медичним наглядом. Крістоф Бюрер, директор клініки неонатології Шаріте, вказував на те, що четверо дітей Раунінк є пацієнтами з високим рівнем ризику, які потребують багато уваги та інтенсивного догляду; небезпека затримки розвитку та інших вад дуже висока.
Тим самим, Раунінк стала найстаршою мамою четверні у світі. Але разом з тим вона не є найстаршою мамою. Натомість найстаршою мамою близнюків є жінка з Індії Омкарі Панвар, яка у 2008 року у віці 70 років народила близнюків.